# Algemene verkiezingen in Kameroen (1988)
| Stemverhoudingen in % |
| --------------------- |
|                       |

De algemene verkiezingen in Kameroen van 1988 vonden op 24 april plaats en behelsden de verkiezing van een president en parlement. Zittend president Paul Biya - aan de macht sinds 1982 - werd op met 100% van de stemmen herkozen; hij was de enige kandidaat. De enige toegestane partij, de Rassemblement démocratique du peuple camerounais (RDPC), won alle 180 zetels in de Nationale Vergadering.

## Presidentsverkiezingen
| Kandidaat                       | Kandidaat                       | Partij                                           | Stemmen   | %     |
| ------------------------------- | ------------------------------- | ------------------------------------------------ | --------- | ----- |
|                                 | Paul Biya                       | Rassemblement démocratique du peuple camerounais | 3.321.872 | 100   |
| Totaal                          | Totaal                          | Totaal                                           | 3.321.872 | 100   |
| Geldig uitgebrachte stemmen     | Geldig uitgebrachte stemmen     | Geldig uitgebrachte stemmen                      | 3.321.872 | 98,75 |
| Ongeldige stemmen/ blanco       | Ongeldige stemmen/ blanco       | Ongeldige stemmen/ blanco                        | 42.218    | 1,25  |
| Totaal aantal stemmen           | Totaal aantal stemmen           | Totaal aantal stemmen                            | 3.364.090 | 100   |
| Geregistreerde kiezers/ opkomst | Geregistreerde kiezers/ opkomst | Geregistreerde kiezers/ opkomst                  | 3.364.090 | 92,56 |
| Bron: Nohlen, AED               |                                 |                                                  |           |       |

### Nationale Vergadering
| Partij                          | Partij                                           | Zetels    | %     |
| ------------------------------- | ------------------------------------------------ | --------- | ----- |
|                                 | Rassemblement démocratique du peuple camerounais | 180       | 100   |
| Totaal                          | Totaal                                           | 180       | 100   |
| Geregistreerde kiezers/ opkomst | Geregistreerde kiezers/ opkomst                  | 3.634.568 | 90,32 |
| Bron: Nohlen, AED               |                                                  |           |       |

Presidentsverkiezingen: 1965 · 1970 · 1975 · 1980 · 1984 · 1988 · 1992 · 1997 · 2004 · 2011 · 2018 · 2025

Parlementsverkiezingen: 1964 · 1973 · 1978 · 1983 · 1988 · 1992 · 1997 · 2002 · 2007 · 2013 · 2020

Referenda: 1972